# Jószolgálat
A nemzetközi viták békés rendezésének egyik diplomáciai módszere.
Az Egyesült Nemzetek Szervezete Alapokmányának VI. fejezete rendelkezik a nemzetközi viták békés rendezéséről. Az Alapokmány 33. cikke rögzíti: "Minden olyan viszály esetében, amelynek elhúzódása a nemzetközi béke és biztonság fenntartásának veszélyeztetésére vezethet, a felek mindenekelőtt közvetlen tárgyalás, kivizsgálás, közvetítés, békéltetés, választott bírósági eljárás, regionális szervek vagy megállapodások igénybevétele vagy általuk választott egyéb békés eszközök útján tartoznak megoldást keresni."
A jószolgálat, mint diplomáciai vitarendezési módszer harmadik fél (egy vagy több személy, állam vagy államok csoportja, nemzetközi szervezet) bevonását jelenti a konfliktus rendezésének elérése érdekében. Célja a feszültség enyhítése, a tárgyalások megkönnyítése, a vitában álló felek meggyőzése arról, hogy maguk találják meg a megoldás feltételeit.
Jószolgálat esetén egy harmadik fél saját kezdeményezésére vagy a vitában álló egyik, illetve mindkét fél felkérésére, politikai-erkölcsi befolyását felhasználva megkísérli a szemben álló feleket rábírni a tárgyalások felvételére, azonban a tárgyalások folyamán aktívan nem vesz részt. A jószolgálatot teljesítő képes lehet arra, hogy  megteremtse vagy helyreállítsa a felek közötti kapcsolatot, megkönnyítse a tárgyalások megszervezését.
Az 1899. és 1907. évi hágai egyezmények számos rendelkezést rögzítettek a jószolgálattal kapcsolatban, pl.: a szerződés aláíróinak joga van jószolgálatot felajánlani fegyveres cselekmények esetén is, s ennek a gyakorlása nem tekinthető ellenséges cselekedetnek.
Jószolgálatot teljesített:
- az Egyesült Államok elnöke az 1906. évi orosz-japán háború befejezése érdekében
- az Egyesült Államok 1946-ban a Kambodzsa feletti protektorátust gyakorló Franciaország és Thaiföld vitájában
- a Szovjetunió az 1965. évi India-Pakisztán vita békés rendezése érdekében
- Franciaország az Egyesült Államok és Észak-Vietnam közötti párizsi tárgyalások megkezdése érdekében
- 1973-ban Franciaország az indokínai háborút lezáró tárgyalások megteremtésében
- az ENSZ Főtitkára az 1988-as, Afganisztánnal kapcsolatos konfliktus rendezésében[4]

Az ENSZ Főtitkár jószolgálati szerepköre jelentősen kiterjedt. Jószolgálati feladatait saját jogkörében vagy a Biztonsági Tanács, illetve az ENSZ Közgyűlés felkérése alapján látja el.